# Johan Pietilä Holmner
Johan Pietilä Holmner (* 29. Januar 1991) ist ein ehemaliger schwedischer Skirennläufer, dessen stärkste Disziplin der Slalom war. Er ist der Bruder der ehemaligen Skirennläuferin Maria Pietilä Holmner.

## Biografie
Pietilä Holmner nahm im Winter 2006/2007 erstmals an FIS-Rennen sowie nationalen (Jugend-)Meisterschaften teil und startete im Februar 2007 beim European Youth Olympic Festival in Jaca, wo sein einziges Ergebnis der 26. Platz im Riesenslalom war. Von 2008 bis 2011 nahm er an allen Juniorenweltmeisterschaften teil. Hierbei erreichte er als bestes Ergebnis den achten Platz in der Kombinationswertung 2009, in einem Einzelrennen war der 16. Platz im Riesenslalom desselben Jahres sein bestes Resultat.
Im Januar 2009 kam Pietilä Holmner erstmals im Europacup zum Einsatz. Während ihm in FIS-Rennen in seinem Heimatland ab Dezember 2008 zahlreiche Siege und Podestplätze gelangen, konnte er im Europacup anfangs nur selten punkten. Dies änderte sich in der Saison 2011/12, als er zunächst in zwei Slaloms in Trysil seine ersten Top-10-Platzierungen erreichte und am 21. Dezember 2011 im Parallelslalom (City Event) von St. Vigil seinen einzigen Sieg feierte.
Im Weltcup startete Pietilä Holmner zum ersten Mal am 6. Januar 2011 im Slalom von Zagreb. Sowohl in der Saison 2010/11 als auch in der Saison 2011/12 blieb er bei allen Weltcupstarts ohne zählbares Ergebnis. Im Winter 2012/13 war er zwar weiterhin bei FIS-Rennen erfolgreich, verlor aber im Europacup und im Weltcup den Anschluss an die Spitze. Im April 2013 trat er vom Spitzensport zurück.

## Erfolge

### Juniorenweltmeisterschaften
- Formigal 2008: 14. Kombination, 31. Slalom, 33. Riesenslalom, 54. Abfahrt
- Garmisch-Partenkirchen 2009: 8. Kombination, 16. Riesenslalom, 19. Slalom, 51. Abfahrt
- Mont Blanc 2010: 45. Super-G
- Crans-Montana 2011: 17. Riesenslalom, 38. Super-G, 53. Abfahrt

### Europacup
- 3 Platzierungen unter den besten zehn, davon 1 Sieg:

| Datum             | Ort       | Land    | Disziplin      |
| ----------------- | --------- | ------- | -------------- |
| 21. Dezember 2011 | St. Vigil | Italien | Parallelrennen |

### Weitere Erfolge
- 1 Podestplatz im Australia New Zealand Cup
- 11 Siege in FIS-Rennen